# Marco Perperna (cônsul em 92 a.C.)
Marco Perperna (148–49 a.C.; em latim: Marcus Perperna) foi um político da gente Cláudia da República Romana eleito cônsul em 92 a.C. com Caio Cláudio Pulcro. Era filho de Marco Perperna, cônsul em 130 a.C., e provavelmente pai de Marco Perperna Ventão, o general romano que fugiu de Roma depois da revolta de Marco Emílio Lépido em 78 a.C. e aliou-se a Quinto Sertório na Hispânia.

## Carreira
Foi eleito em 92 a.C. com Caio Cláudio Pulcro. Perperna foi depois censor em 86 a.C. junto com Lúcio Márcio Filipo, cônsul no ano seguinte. Foi citado por Cícero como censor e Cornélio Nepos cita-o como "censorius".
Apesar de ter vivido em uma época turbulenta, Perperna não desempenhou nenhum papel relevante nos diversos conflitos que se abateram sobre Roma. Na Guerra Social (90 a.C.), foi um dos legados que serviu com Públio Rutílio Lupo. Perperna foi também juiz ("judex") no julgamento de Caio Acúleo e de Quinto Róscio, defendido pelo advogado Cícero. Em 54 a.C., Perperna estava entre os consulares que testemunharam no julgamento de Marco Emílio Escauro.
Perperna morreu em idade muito avançada e sobreviveu a todos os senadores da época que foi cônsul e, quando morreu, em 49 a.C., aos noventa e nove anos de idade, restavam apenas sete senadores da época do seu mandato de censor.